# Edel Quinn
Edel Mary Quinn (14/09/1907 – 12/05/1944) fue una misionera laica irlandesa, miembro de la Legión de María. 
Nacida en Kanturk, County Cork, Edel fue la hija mayor del oficial bancario Charles Quinn y de Louisa Burke Browne, de County Clare. Ella era biznieta de William Quinn, un nativo de Tyrone que se estableció en Tuam para construir la Catedral de Santa María 
Durante su niñez, la carrera de su padre llevó a la familia a varias ciudades de Irlanda, como Tralee y Co. Kerry, donde se colocó una placa en mayo de 2009, en el Banco Bank Of Ireland House, en Denny Street, conmemorando la residencia de Edel allí entre 1921 y 1924.
Edel Quinn sintió el llamado a la vida religiosa a una edad temprana. Ella deseaba unirse a las Clarisas, pero fue impedido por una avanzada tuberculosis. Después de pasar dieciocho meses en un sanatorio, su condición no cambiaba, y ella decidió participar activamente en la Legión de María, a la que se incorporó en Dublín a los 20 años. Se entregó por completo a su trabajo ayudando a los pobres en los suburbios de Dublín. En 1936, a los 29 años y muriendo de tuberculosis, Quinn se convirtió en una Enviada de la Legión de María, una misionera muy activa para África Oriental y Central, partiendo en diciembre de 1936 para Mombasa. Hacia el estallido de la Segunda Guerra Mundial, ella estaba trabajando tan lejos como Dar es Salaam y Mauricio. Luchando contra su enfermedad, en siete años y medio estableció cientos de grupos y consejos de la Legión en las actuales Tanzania, Kenia, Uganda, Malaui y Mauricio . El Padre McCarthy, más adelante obispo de Zanzíbar, escribió de ella:
- "Miss Quinn es un individuo extraordinario, valiente, entusiasta y optimista. Ella deambula en un ruinoso Ford, teniendo por única compañía un chofer africano. Cuando ella regrese a casa ella estará calificada para hablar de las Misiones y de los misioneros, teniendo realmente más experiencia que cualquier misionero que conozco. "

Durante todo este tiempo su salud nunca fue buena, y en 1943 dio un giro para peor, muriendo en Nairobi, Kenia de tuberculosis en mayo de 1944. Está enterrada en el cementerio de los misioneros.
La causa de su beatificación se introdujo en 1956. Fue declarada venerable por el Papa San Juan Pablo II el 15 de diciembre de 1994, y la campaña por su beatificación ha continuado desde entonces.